# Tungelska huset

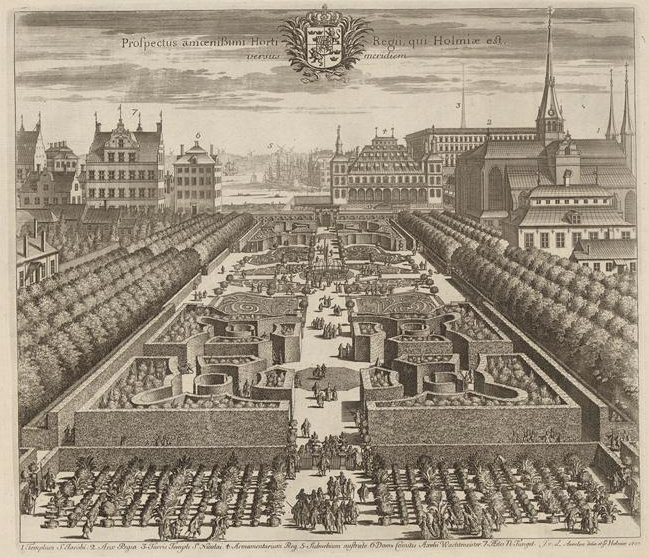
Tungelska huset (till vänster, nr 7) avbildat i Suecia antiqua et hodierna 1700.

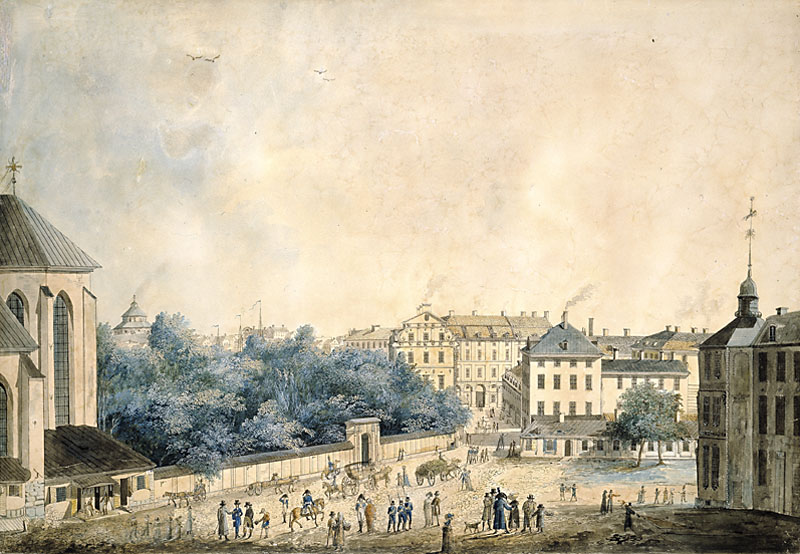
Tungelska husets gavel vid Arsenalsgatan efter sänkningen av takfallen

Tungelska huset var en byggnad vid nuvarande Kungsträdgårdsgatan i Stockholm, uppförd av hovkanslern Nils Nilsson Tungel, vilken fått tomten på Blasieholmen (Näckström omslöt vid denna tid fortfarande holmen) av Drottning Kristina 1645.
Huset restes i tysk senrenässans-stil och kröntes av ett högt koppartak som skänkts av drottningen. Detta togs bort på 1730-talet i samband med en sänkning av takfallen och en modernisering av fasaderna.
Huset revs på 1870-talet och på platsen uppfördes 1874 Gamla Jernkontoret, något som fick mycket kritik i den samtida debatten. 